# اكتشاف وفهم التطبيقات
اكتشاف وفهم التطبيقات (ADU) هي عملية التحليل التلقائي لآثار تطبيق برمجي وتحديد هياكل البيانات الوصفية المرتبطة بالتطبيق في شكل قوائم بعناصر البيانات وقواعد العمل. يتم بعد ذلك تخزين العلاقات المكتشفة بين هذا التطبيق وسجل البيانات الوصفية المركزي في سجل البيانات الوصفية نفسه.

## الفوائد التجارية لاكتشاف وفهم التطبيقات
في المتوسط، يقضي المطورون 5% فقط من وقتهم في كتابة كود جديد، و20% تعديل الكود القديم وما يصل إلى 60% فهم الكود الحالي. وبالتالي، يوفر اكتشاف وفهم التطبيقات قدرًا كبيرًا من الوقت والمصاريف للمنظمات التي تشارك في التحكم في التغيير وتحليل تأثير أنظمة الحاسوب المعقدة. يسمح تحليل أثر التغيير للمديرين بمعرفة أنه إذا تم تغيير هياكل معينة أو إزالتها تمامًا. تم استخدام هذه العملية إلى حد كبير في إعداد تغييرات عام 2000 والتحقق من صحة البرامج.
يعد اكتشاف وفهم التطبيقات جزءًا من العملية التي تمكّن فرق التطوير من التعلم وتحسين أنفسهم من خلال توفير معلومات حول السياق والحالة الحالية للتطبيق.
يتم تسريع عملية اكتساب فهم التطبيق بشكل كبير عندما يتم عرض البيانات الوصفية المستخرجة باستخدام الرسوم البيانية التفاعلية.
عندما يتمكن المطور من تصفح البيانات الوصفية والتعمق في التفاصيل ذات الصلة عند الطلب، فإن فهم التطبيق يتحقق بطريقة طبيعية للمطور. تم الإبلاغ عن تخفيضات كبيرة في الجهد والوقت اللازمين لإجراء تحليل كامل لأثر التغيير عند تنفيذ أدوات اكتشاف وفهم التطبيقات. تعتبر أدوات اكتشاف وفهم التطبيقات مفيدة بشكل خاص للمطورين المعينين حديثًا. سيكون المطور المعين حديثًا منتجًا في وقت أقرب بكثير وسيتطلب مساعدة أقل من الموظفين الحاليين عند استخدام أدوات اكتشاف وفهم التطبيقات. 

## عملية اكتشاف وفهم التطبيقات
عادةً ما تتم كتابة برنامج اكتشاف وفهم التطبيقات لمسح هياكل التطبيقات التالية:
- هياكل البيانات بجميع أنواعها.
- كود مصدر التطبيق.
- واجهات المستخدم (البحث عن تسميات النماذج).
- التقارير.

غالبًا ما تتضمن مخرجات عملية اكتشاف وفهم التطبيقات ما يلي:
- تم اكتشاف قوائم بعناصر البيانات المسجلة مسبقًا داخل التطبيق.
- تم اكتشاف قائمة بعناصر البيانات غير المسجلة.

لاحظ أن عنصر البيانات المسجل هو أي عنصر بيانات موجود بالفعل في سجل بيانات التعريف.

## ذات صلة
- إدارة التهيئة